# Имамзаде Халил-паша
Имамзаде Халил-паша (ум. 1413) — великий визирь Османской империи (1406—1413).

## Биография
Родился в городе Османджик на севере Анатолии. Сын Хайдар-паши.
Первоначально занимал должность бейлербея Анатолии. 18 декабря 1406 года Мехмед I назначил его великим визирем.
Его сын Коджа Мехмед Низамюддин-паша был великим визирем в 1429—1438 годах.